# Rozpylająca końcówka
Rozpylacz, rozpylająca końcówka — część składowa opryskiwacza, w której przepływająca pod ciśnieniem ciecz użytkowa ulega rozpyleniu na krople o ustalonej średnicy.

## Podział
Wyróżnia się końcówki: szczelinowe (szczelina płaska, ostra), uderzeniowe, wirowe. 
Ze względu na wielkość kropli wyróżnia się rozpylacze:
- standardowe — wytwarzają krople drobne, pozwalają na uzyskanie wysokiej skuteczności biologicznej. Krople podatne są na znoszenie.
- niskoznoszeniowe — wytwarzają krople średnie i grube. Ryzyko znoszenia kropel jest ograniczone.
- inżektorowe — wytwarzają krople bardzo grube.

Wielkość kropel wytwarzanych przez rozpylacze zależy od ich konstrukcji, wielkości i ciśnienia cieczy. Wielkość kropel rośnie wraz ze wzrostem wielkości rozpylacza i spadkiem ciśnienia cieczy.